# Resultat i riksdagsvalet i Sverige 2006
Det slutgiltiga resultatet i riksdagsvalet 2006 presenterades torsdagen den 21 september. 

Det slutgiltiga resultatet kommun för kommun, Resultat i se här
| Parti                  | Parti                                          | Partiledare                                                    | Röster              | Röster | Röster | Mandatfördelning | Mandatfördelning |
| Parti                  | Parti                                          | Partiledare                                                    | Antal               | %      | +− %   | Antal            | +−               |
| ---------------------- | ---------------------------------------------- | -------------------------------------------------------------- | ------------------- | ------ | ------ | ---------------- | ---------------- |
|                        | Socialdemokraterna                             | Göran Persson                                                  | 1 942 625           | 34,99  | −4,86  | 130              | −14              |
|                        | Moderata samlingspartiet                       | Fredrik Reinfeldt                                              | 1 456 014           | 26,23  | +10,97 | 97               | +42              |
|                        | Centerpartiet                                  | Maud Olofsson                                                  | 437 389             | 7,88   | +1,69  | 29               | +7               |
|                        | Folkpartiet liberalerna                        | Lars Leijonborg                                                | 418 395             | 7,54   | −5,85  | 28               | −20              |
|                        | Kristdemokraterna                              | Göran Hägglund                                                 | 365 998             | 6,59   | −2,56  | 24               | −9               |
|                        | Vänsterpartiet                                 | Lars Ohly                                                      | 324 722             | 5,85   | −2,54  | 22               | −8               |
|                        | Miljöpartiet de Gröna                          | Maria Wetterstrand och Peter Eriksson (språkrör)               | 291 121             | 5,24   | +0,59  | 19               | +2               |
|                        | Sverigedemokraterna                            | Jimmie Åkesson                                                 | 162 463             | 2,93   | +1,49  | —                | —                |
|                        | Feministiskt initiativ                         | Gudrun Schyman, Devrim Mavi och Sofia Karlsson (talespersoner) | 37 954              | 0,68   | —      | —                | —                |
|                        | Piratpartiet                                   | Rickard Falkvinge                                              | 34 918              | 0,63   | —      | —                | —                |
|                        | Sveriges pensionärers intresseparti            | Brynolf Wendt                                                  | 28 806              | 0,52   | −0,19  | —                | —                |
|                        | Junilistan                                     | Nils Lundgren                                                  | 26 072              | 0,47   | —      | —                | —                |
|                        | Sjukvårdspartiet                               | Kenneth Backgård                                               | 11 519              | 0,21   | —      | —                | —                |
|                        | Nationaldemokraterna                           | Nils-Eric Hennix                                               | 3 064               | 0,06   | −0,11  | —                | —                |
|                        | Enhet                                          | Ulf Wåhlström                                                  | 2 648               | 0,05   | —      | —                | —                |
|                        | Nationalsocialistisk front                     | Anders Ärleskog och Daniel Höglund                             | 1 417               | 0,03   | —      | —                | —                |
|                        | Ny Framtid                                     | Sune Lyxell                                                    | 1 171               | 0,02   | −0,16  | —                | —                |
|                        | Rättvisepartiet Socialisterna                  | Per-Åke Westerlund                                             | 1 097               | 0,02   | −0,01  | —                | —                |
|                        | Folkets Vilja                                  | Donald Forsberg                                                | 881                 | 0,02   | —      | —                | —                |
|                        | Kommunisterna                                  | Jan Jönsson                                                    | 438                 | 0,01   | −0,01  | —                | —                |
|                        | Unika partiet                                  | Linda Rosing                                                   | 222                 | 0,00   | —      | —                | —                |
|                        | Klassiskt Liberala Partiet                     | Andreas Agorander                                              | 202                 | 0,00   | —      | —                | —                |
|                        | Allianspartiet                                 | Leo Harvigsson                                                 | 133                 | 0,00   | —      | —                | —                |
|                        | Kvinnokraft                                    | Ingrid Jordebo                                                 | 116                 | 0,00   | —      | —                | —                |
|                        | Europeiska arbetarpartiet                      | Ulf Sandmark                                                   | 83                  | 0,00   | —      | —                | —                |
|                        | Aktiv Demokrati                                | (uppgift saknas)                                               | 81                  | 0,00   | —      | —                | —                |
|                        | Frihetliga rättvisepartiet                     | Bernt Bäckström                                                | 75                  | 0,00   | —      | —                | —                |
|                        | Sveriges Nationella Demokratiska Parti         | (uppgift saknas)                                               | 68                  | 0,00   | —      | —                | —                |
|                        | Partiet.se                                     | Ulf Linde                                                      | 61                  | 0,00   | —      | —                | —                |
|                        | Septemberlistan                                | (uppgift saknas)                                               | 51                  | 0,00   | —      | —                | —                |
|                        | Kommunistiska förbundet                        | (uppgift saknas)                                               | 30                  | 0,00   | —      | —                | —                |
|                        | Nordisk Union                                  | Stig Ramsing                                                   | 24                  | 0,00   | —      | —                | —                |
|                        | Skånepartiet                                   | Carl P. Herslow                                                | 11                  | 0,00   | —      | —                | —                |
|                        | Skattereformisterna                            | (uppgift saknas)                                               | 9                   | 0,00   | —      | —                | —                |
|                        | Rikshushållarna                                | (uppgift saknas)                                               | 8                   | 0,00   | —      | —                | —                |
|                        | Miata Partiet                                  | (uppgift saknas)                                               | 7                   | 0,00   | —      | —                | —                |
|                        | Demokratiska partiet de nya svenskarna D.P.N.S | (uppgift saknas)                                               | 6                   | 0,00   | —      | —                | —                |
|                        | Fårgutapartiet                                 | (uppgift saknas)                                               | 6                   | 0,00   | —      | —                | —                |
|                        | PALMES PARTI                                   | (uppgift saknas)                                               | 5                   | 0,00   | —      | —                | —                |
|                        | Republikanerna                                 | (uppgift saknas)                                               | 2                   | 0,00   | —      | —                | —                |
|                        | VIKINGAPARTIET-VALVARUHUSET 53 PARTIER         | (uppgift saknas)                                               | 1                   | 0,00   | —      | —                | —                |
|                        | Övriga partier                                 | x                                                              | 1365                | 0,03   | —      | —                | —                |
| Antal giltiga röster   | Antal giltiga röster                           | Antal giltiga röster                                           | 5 551 278           | 100,00 |        | 349              |                  |
| Blanka ogiltiga röster | Blanka ogiltiga röster                         | Blanka ogiltiga röster                                         | 96 922              |        |        |                  |                  |
| Övriga ogiltiga röster | Övriga ogiltiga röster                         | Övriga ogiltiga röster                                         | 2 216               |        |        |                  |                  |
| Totalt                 | Totalt                                         | Totalt                                                         | 5 650 416 (81,99 %) |        |        |                  |                  |

## Kartor
Resultat från riksdagsvalet i Sverige 2006 efter riksdagsparti, kommunvis.

Allians för Sverige
Röd-Gröna Blocket

Socialdemokraterna
Moderata samlingspartiet
Centerpartiet
Folkpartiet liberalerna
Kristdemokraterna
Vänsterpartiet
Miljöpartiet de Gröna
Övriga